# Congresso della Repubblica (Colombia)
Il Congresso della Repubblica (Congreso de la República) è l'organo legislativo della Repubblica di Colombia e si compone di due camere: il Senato e la Camera dei rappresentanti. Il Congresso ha sede nel Campidoglio Nazionale situato nella Plaza de Bolívar nella città di Bogotà, capitale della Repubblica.
L'articolo 114 della Costituzione della Colombia del 1991 proclama il Congresso come il più alto organo rappresentativo del potere legislativo. Secondo l'articolo 114, spetta al Congresso della Repubblica riformare la Costituzione, emanare leggi ed esercitare il controllo politico sul governo e sull'amministrazione. Il programma “Congreso Visible” dell'Università de los Andes e l' “Osservatorio legislativo” dell'Università Nazionale della Colombia seguono il Congresso della Repubblica.

## Storia
Il Congresso delle Province Unite venne creato con la convenzione dei deputati delle sette province quando venne firmato l'Atto di Federazione delle Province Unite di Nuova Granada. La Costituzione di Cundinamarca ratificò questo Primo Congresso. A Villa de Leyva, nell'ottobre del 1812, fu formato il Congresso dei Deputati.

## Descrizione
Il Congresso è composto dal Senato della Repubblica e dalla Camera dei rappresentanti. È un corpo collegiale, cioè è composto da diversi membri e ognuno di loro ha lo stesso potere e le stesse responsabilità.
Il Senato della Repubblica è composto da 108 senatori. 100 sono eletti con il voto popolare su tutto il territorio nazionale, due in rappresentanza delle comunità indigene attraverso la circoscrizione speciale, 5 dedicati alle FARC-EP nell’ambito degli accordi di pace con il Governo è uno al candidato presidente che ha ricevuto, alle ultime elezioni, il secondo miglior risultato.
La Camera ha 188 rappresentanti. 161 sono eletti per distretto territoriale (per dipartimenti e distretto della capitale), 5 sono dedicati alle FARC-EP in virtù di accordi di pace siglati fra il Governo e il gruppo armato, 16 sono dedicati a regioni in cui sono in cantiere particolari programmi di sviluppo post-conflitto, e i rimanenti cinque sono per altre circoscrizioni: due seggi per le comunità di discendenza africana, una per le comunità indigene e una per i colombiani residenti all'estero. È importante chiarire che a ciascuna circoscrizione territoriale corrispondono due rappresentanti e uno per ogni 365.000 abitanti. Infine, un seggio è assegnato al candidato Vicepresidente che ha ricevuto, alle ultime elezioni, il secondo miglior risultato.

### Bicameralismo
Sebbene ciascuna camera del Congresso svolga un ruolo particolare e abbia poteri diversi che la distinguono l'una dall'altra, entrambe le camere hanno determinati poteri in comune, secondo l'art. 135 della Costituzione, ovvero:
- eleggere i suoi comitati esecutivi e il suo Segretario generale per un periodo di due anni;
- fare richiesta al governo delle informazioni di cui la Camera potrebbe aver bisogno, tranne le informazioni relative alle indicazioni diplomatiche e ai documenti classificati;
- determinare la convocazione delle sessioni riservate per rispondere alle domande orali dei deputati ai ministri e alle risposte di quest'ultimo;
- riempire le posizioni, stabilite dalla legge, necessarie per l'esecuzione dei poteri;
- richiedere al governo la cooperazione delle agenzie governative per migliorare l'esecuzione dei loro compiti;
- organizzare la loro politica interna;
- convocare (scrivendo, con cinque giorni di anticipo) e richiedere ai ministri, ai segretari permanenti e ai capi dei dipartimenti amministrativi di partecipare alle sessioni. Nei casi in cui i funzionari non partecipino alla sessione senza una scusa ritenuta ragionevole dalla camera, la camera può presentare una mozione di sfiducia;
- proporre mozioni di sfiducia contro i ministri, i segretari permanenti e i capi dei dipartimenti amministrativi per questioni relative alle loro funzioni ufficiali o per aver ignorato la convocazione del Congresso. Una mozione di sfiducia deve essere presentata da almeno un decimo dei membri della rispettiva camera e la votazione si svolge dopo la conclusione di un dibattito con un'udienza pubblica con il rispettivo funzionario. L'approvazione della mozione richiede la maggioranza assoluta e, in caso di successo, il funzionario viene rimosso dall'incarico. In caso di insuccesso, non è possibile proporre una nuova mozione sulla stessa materia, a meno che non sia supportata da nuovi fatti. La decisione di una singola camera è vincolante per l'altra.

Le commissioni di ciascuna camera possono anche convocare qualsiasi persona fisica o giuridica a testimoniare (per iscritto o oralmente) durante una sessione speciale su questioni direttamente connesse alle indagini portate avanti dal comitato (art. 137).

### Commissioni
Il lavoro legislativo del Congresso si svolge in due fasi fondamentali: la prima è svolta in commissioni specializzate per temi e la seconda in sessioni plenarie, dove le iniziative svolte nelle commissioni sono approvate, modificate o respinte. Il Senato e la Camera hanno tre tipi di commissioni, determinate dalla legge: costituzionale permanente, legale e accidentale.

#### Commissioni costituzionali permanenti
Nel Congresso ci sono 14 commissioni costituzionali, 7 al Senato e 7 alla Camera. Tutti i membri del Congresso della Repubblica hanno l'obbligo come membri del Congresso di appartenere esclusivamente a una di queste commissioni.
1. Prima commissione (19 senatori, 35 rappresentanti): responsabile di emendamenti costituzionali, leggi statutarie, diritti e doveri costituzionali, organizzazione territoriale, regolazione degli organismi di controllo, pace, organizzazione delle strutture dell'amministrazione centrale, affari etnici e altre questioni amministrative;
2. Seconda commissione (13 senatori, 19 rappresentanti): responsabile per la politica estera, la difesa, l'esercito e la polizia, i trattati, le nomine diplomatiche e consolari, commercio estero, confini, cittadinanza, immigrazione e stranieri, servizio militare, onore e monumenti pubblici, porti e altre questioni di commercio estero;
3. Terza commissione (15 senatori, 29 rappresentanti): responsabile della finanza, tasse, politica monetaria, banca centrale, autorizzazione di prestiti, monopoli, regolazione economica, pianificazione nazionale, mercati finanziari, mercati azionari, assicurazioni e risparmio;
4. Quarta commissione (15 senatori, 27 rappresentanti): responsabile delle leggi di bilancio, vigilanza fiscale, disposizione dei beni nazionali, proprietà industriale, brevetti, marchi, gestione delle istituzioni pubbliche nazionali e degli uffici, controllo della qualità e dei prezzi per i contratti amministrativi;
5. Quinta commissione (13 senatori, 19 rappresentanti): responsabile per l'agricoltura, l'ambiente, le risorse naturali, la gestione del territorio, la pesca e gli affari marittimi, l'estrazione e l'energia;
6. Sesta commissione (13 senatori, 18 rappresentanti): responsabile delle comunicazioni, delle tasse, delle calamità pubbliche, dell'erogazione dei servizi, dei mezzi di comunicazione, della ricerca scientifica e tecnologica, della radio e della televisione, dell'orbita geostazionaria, della comunicazione digitale e dei sistemi informatici, dello spazio aereo, delle opere pubbliche e dei trasporti , turismo, educazione e cultura;
7. Settima commissione (14 senatori, 19 rappresentanti): responsabile dei dipendenti pubblici, sindacati, società di mutuo soccorso, sicurezza sociale, benefici, ricreazione, sport, salute, organizzazioni comunitarie, alloggi, solidarietà economica, donne e famiglia.

#### Commissioni legali
Le commissioni legali non sono le stesse tranne per alcune eccezioni, infatti sono commissioni legali comuni alle due camere:
1. Commissione per i diritti umani e le audizioni (10 senatori, 15 rappresentanti): responsabile per la difesa i diritti umani, il monitoraggio e il controllo di qualsiasi autorità per garantire il rispetto dei diritti e promuovere azioni appropriate in caso di non conformità. Inoltre, elabora le osservazioni che i cittadini inviano per iscritto in merito a un disegno di legge o atto legislativo.
2. Commissione etica e statuto del deputato (11 senatori, 17 rappresentanti): Questa Commissione è a conoscenza dei conflitti di interesse, le violazioni del regime di incompatibilità e squalifiche del Congresso, o situazioni di comportamento scorretto, illegale o immorale per i membri del legislatore nella sua pubblica amministrazione, agendo in conformità con il Codice Etico emesso da il Congresso. Le sue dichiarazioni sono riservate e devono avere l'unanimità dei suoi membri.
3. Commissione di accreditamento documentale (5 senatori, 5 rappresentanti): incaricata di ricevere l'identificazione dei rappresentanti eletti dopo aver inviato l'elenco corrispondente dall'autorità elettorale.

Ci sono anche commissioni di monitoraggio e sorveglianza per gli organi di controllo, con 11 membri al Senato e 15 alla Camera; quello di Vigilanza elettorale e quello di Sorveglianza del processo di decentramento e organizzazione territoriale. Allo stesso modo, c'è il credito pubblico, composto da tre membri di ciascuna delle tre commissioni costituzionali. La sua funzione è la presentazione di relazioni alla Plenaria del Congresso sulle operazioni di credito esterno autorizzate dalla legge al governo nazionale.
- Sono commissioni legali proprie della Camera:

1. Commissione per i conti legali (9 rappresentanti) responsabile dello studio e della finalizzazione del conto generale del bilancio presentato dal Controllore Generale della Repubblica.
2. Commissione di investigazione e accusa (15 rappresentanti): responsabile della preparazione progetto atto d'accusa quando i casi costituzionali il presidente, i giudici della Corte costituzionale, la Corte Suprema e il Consiglio di Stato. Inoltre, i membri del Consiglio superiore della magistratura e il procuratore generale della nazione.

- E' commissione specifica del Senato:

1. Commissione legale di istruzione (7 senatori): responsabile della presentazione di un progetto di risoluzione motivata da adottare quando la Camera si trovava una carica davanti al Senato di qualsiasi report alto funzionario: Presidente e Vice presidente, dei giudici delle Alte Corti e l'Ufficio del Procuratore Generale.

#### Commissioni accidentali
Infine, la Camera e il Senato possono costituire Commissioni accidentali per l'adempimento di specifiche funzioni e missioni. Tra questi ci sono quelli che richiedono lo spostamento di membri del Congresso all'estero e quelli di mediazione, il cui obiettivo principale è quello di raggiungere la riconciliazione di testi e / o articoli divergenti che vengono presentati nei progetti approvati.

### Il congressista

#### Eleggibilità
Ogni Camera ha i propri requisiti di ammissibilità stabiliti dalla Costituzione, ma esistono regole comuni di ineleggibilità e incompatibilità (régimen de inhabilidades e incompatibilidades), determinate dalla Costituzione. Ogni membro del Congresso viene eletto per un periodo di quattro anni, dalla data del 20 luglio seguente l'elezione.
Non possono essere eletti al Congresso (art. 179):
- chiunque sia stato condannato alla privazione della libertà (detenzione) in qualsiasi momento, tranne che per crimini politici o negligenza colposa;
- chiunque abbia ricoperto una posizione politica, civile, amministrativa o militare entro l'anno precedente le elezioni;
- chiunque abbia partecipato a transazioni commerciali con enti pubblici o ha stipulato contratti con loro, oppure che era rappresentante legale di enti che gestivano imposte o prelievi fiscali entro i sei mesi precedenti l'elezione;
- chiunque abbia perso il suo mandato (investidura) come membro del Congresso;
- chiunque abbia legami di matrimonio o parentela con funzionari civili o politici;
- chiunque abbia legami per matrimonio, unione permanente o parentela ed è registrato dallo stesso partito, movimento o gruppo per l'elezione di posizioni, o membri di corporazioni pubblico che deve essere fatto nella stessa data;
- chiunque detenga la doppia cittadinanza o non è cittadino nativo;

La Costituzione vieta anche l'elezione o l'appartenenza a più di un ufficio o corpo, anche se i termini si sovrappongono parzialmente.
I membri del Congresso non possono tenere un altro ufficio pubblico o privato (eccetto la cattedra universitaria); gestire questioni o concludere contratti a proprio nome o per mezzo di qualcun altro con enti pubblici o persone che amministrano le tasse o fanno parte di qualsiasi consiglio o comitato esecutivo di enti pubblici o istituzioni decentralizzate che amministrano le imposte (art. 180).
Violazioni delle regole di ineleggibilità, di incompatibilità e il conflitto di interessi portano alla perdita del proprio mandato (investidura) come membri del Congresso; così come un'assenza (durante la stessa sessione) a sei sessioni plenarie, non riuscendo a prendere posto entro otto giorni dal primo incontro della camera; l'uso improprio di fondi pubblici o la propaganda di influenza debitamente provata (art. 183). La perdita dell'investitura è decretata dal Consiglio di Stato in conformità con la legge e in un termine non superiore a venti giorni lavorativi, calcolati a partire dalla data della richiesta formulata dal consiglio di amministrazione della Camera corrispondente o da qualsiasi cittadino (art. 184).
I membri del Congresso godono dell'immunità per le loro opinioni e i voti che hanno espresso nell'esercizio del loro ufficio (art. 185). Per i crimini commessi durante il loro mandato, solo la Corte Suprema di Giustizia può ordinare l'arresto e processarli (art. 186).
L'art. 134 della Costituzione regola i meccanismi di sostituzione dei congressisti.

#### Sostituzione
I membri del Congresso non possono avere sostituti (suplentes) e vengono sostituiti soltanto in caso di assenze temporanee o permanenti determinate dalla legge, dai candidati non eletti che, secondo l'ordine di registrazione o di voto ottenuto, lo seguono successivamente e in modo discendente nella stessa lista elettorale. Le assenze permanenti comprendono la morte, l'incapacità fisica, l'annullamento dell'elezione, le dimissioni giustificate e accettate, le sanzioni disciplinari e la perdita del proprio mandato. Le assenze temporanee che comportano la sostituzione comprendono il congedo di maternità e la misura della detenzione della libertà personale per reati diversi da quelli menzionati in questo articolo
Sulla scia dello scandalo della parapolitica, una riforma politica nel 2009 ha creato il cosiddetto meccanismo della "sedia vuota"  (silla vacìa), secondo la quale chiunque è stato condannato per l'appartenenza, la promozione o il finanziamento di gruppi armati illegali; per traffico di droga; per le violazioni intenzionali contro la pubblica amministrazione o i meccanismi di partecipazione democratica o per crimini contro l'umanità non può essere sostituito. Allo stesso modo chiunque si dimetta essendo stato formalmente collegato in Colombia a procedimenti penali per la commissione di tali crimini o chi è temporaneamente assente dopo un mandato di arresto per gli stessi, non viene sostituito. Queste regole non si applicano solo al Congresso, ma a tutti gli altri organi direttamente eletti - assemblee dipartimentali, consigli comunali e consigli di amministrazione locali. Queste disposizioni sono state rafforzate dalla riforma costituzionale del 2015, che ha aggiunto i reati fraudolenti nei confronti della pubblica amministrazione tra i crimini che non possono portare alla sostituzione.

#### Salario
Nel 2015 lo stipendio di un membro del Congresso colombiano ammontava a $ 25,915,432. Nel 2013, il governo colombiano ha aggiunto un bonus per il servizio speciale di $ 7.898.445 al mese oltre al salario già percepito di membro del Congresso. Questo bonus speciale sostituisce i bonus per la salute, vitto e alloggio, ma si considera che presto verranno per liquidati il bonus di servizio e il bonus di Natale.
I membri del Congresso hanno benefici come bonus per la salute, per il vitto e l'alloggio, bonus di servizio e per Natale; oltre a riduzioni per i biglietti, al piano di telefonia cellulare, ai veicoli, tra gli altri. Lo stipendio assegnato equivale a circa 40,8 salari minimi dei colombiani rispetto al 2013. Al contrario, un senatore di un paese sviluppato come gli Stati Uniti riceve uno stipendio di circa 10,4 salari minimi in quel paese. Va anche notato che ai senatori colombiani viene assegnato uno stipendio equivalente a circa 14 volte il PIL (PPP) pro capite in Colombia, rispetto a un equivalente di circa 3,3 nel caso dei senatori statunitensi.

## Funzioni

### Funzione costituente
Il Congresso ha il potere di fare riforme la Costituzione attraverso disegni di legge che devono essere elaborati in due turni, equivalenti a otto dibattiti: due nella rispettiva commissione di ciascuna camera e due in plenaria della Camera e del Senato. I disegni di legge possono essere presentati dal governo, da dieci membri del Congresso, dal 20 percento dei consiglieri o deputati e dai cittadini in una percentuale pari al 5 percento del numero totale di persone che hanno il diritto di voto. La possibilità di presentare disegni di prima al Congresso viene chiamata iniziativa legislativa.

### Funzione legislativa
Il Congresso ha il potere di redigere le leggi. Per il processo di questi, sono necessari quattro dibattiti (il primo nella commissione di origine, il secondo nella rispettiva plenaria e il terzo e il quarto nella commissione e nella plenaria dell'altra camera). In ogni sessione, il quorum deve essere verificato; cioè, il numero di membri della rispettiva camera necessari per deliberare e decidere, secondo il tipo di legge.
Le leggi emesse nel Congresso della Repubblica si suddividono in base all'indirizzo della loro azione.
Alcune leggi regolamentano attività specifiche come: politiche di credito pubblico, commercio estero, scambi internazionali, regime doganale e attività finanziarie e di attrazione delle risorse pubbliche. Le leggi relative a queste attività sono note come leggi quadro.
Altre leggi, d'altra parte, servono per organizzare e determinare la missione e la struttura delle entità di natura statale e sono conosciute come leggi organiche.
Infine, ci sono quelle leggi che vengono utilizzate per lo sviluppo di testi costituzionali che riconoscono e garantiscono i diritti fondamentali e sono noti come leggi statutarie. Per l'approvazione, la modifica o l'abrogazione delle leggi statutarie nel Congresso della Repubblica è richiesta la maggioranza assoluta dei suoi membri e il suo iter legislativo deve essere condotto in un'unica sessione legislativa oppure in plenaria.
Un disegno di legge può essere deliberato a maggioranza semplice in tutte le decisioni che sono sottoposte a votazione, eccetto per quelle in cui la Costituzione richiede un'altra maggioranza, e afferma che le decisioni vengano prese dalla maggioranza dei voti dei partecipanti alla sessione. Un altro tipo di maggioranza usato nel Congresso è la maggioranza assoluta, che stabilisce che le decisioni siano adottate dalla maggioranza dei voti dei membri della rispettiva camera. In altri casi il Congresso della Repubblica richiede maggioranze qualificate e speciali, in cui le decisioni vengano prese da due terzi dei voti dei membri e in cui le decisioni sono rappresentate da tre quarti dei voti dei membri o dei membri, rispettivamente. È importante chiarire che il tipo di maggioranza qualificata è richiesto per l'approvazione di leggi che riformano o abrogano decreti o leggi che concedono amnistie o perdoni.

### Funzione di controllo politico
Il Congresso riforma la Costituzione, crea, modifica e abroga le leggi. Tuttavia, un'altra funzione altrettanto importante è l'esercizio del controllo politico sull'esecutivo. Esso viene esercitato attraverso mozioni di censura (dette anche di sfiducia), interpellanze e audizioni pubbliche, consentendo a quest' organo collegiale di monitorare continuamente il potere esecutivo e tutti i suoi funzionari.

### Funzione di protocollo
Le funzioni di protocollo del Congresso sono:
1) il giuramento al Presidente della Repubblica da parte del Presidente del Senato, che presiede il Congresso durante il giorno di insediamento del Presidente della Repubblica;
2) l'assegnazione delle onorificenze ai cittadini benemeriti. La ricezione di capi di stato o di governo di altre Nazioni.

### Funzione elettorale
Il Congresso in plenaria elegge il Controllore generale della Repubblica, i magistrati della Camera disciplinare del Consiglio superiore della magistratura e il Vicepresidente della Repubblica, in caso il posto di Presidente della Repubblica sia vacante.
Il Senato elegge i magistrati della Corte costituzionale e il Procuratore generale della Nazione, mentre la Camera dei rappresentanti è incaricata di eleggere il difensore civico.

### Funzione giudiziaria
Infine, il Congresso ha il potere di giudicare eccezionalmente gli alti funzionari dello Stato, incluso il Presidente della Repubblica, per responsabilità politica. In questa funzione la Camera dei Rappresentanti indaga e accusa, mentre il Senato è incaricato di avanzare un giudizio contro il Presidente della Repubblica, i Magistrati delle Corti Superiori e il Procuratore Generale della Nazione.

## Monitoraggio del Congresso della Repubblica
Al momento il programma dell'"Università de Los Andes", "Congreso Visible", fa un seguito completo, approfondito e dettagliato dell'attività che si svolge nel Congresso della Repubblica. Congreso Visible svolge varie attività per offrire un sistema informativo aggiornato aperto al pubblico. Questo sistema di informazione contiene dati sull'attività legislativa che si svolge nel Congresso. Congreso Visible, inoltre, ha registrato un profilo di ogni membro del Congresso e offre ai cittadini la possibilità di comunicare con i loro rappresentanti eletti ed esprimere le loro opinioni, suggerimenti e disaccordi. In questo modo, Congreso Visible non solo dà a ciascun cittadino la possibilità di seguire in modo approfondito ciascun membro del Congresso, ma dà anche la possibilità di porre domande sia ai senatori che ai rappresentanti attraverso il sito web: www.congresovisible.org; interagendo in questo modo con loro.

## Riferimenti normativi
- Costituzione della Repubblica di Colombia